# Lindos
Lindos (Grieks: Λίνδος) is een deelgemeente (dimotiki enotita) van de fusiegemeente (dimos) Rhodos, in de Griekse bestuurlijke regio (periferia) Zuid-Egeïsche Eilanden.
Lindos, ook Het witte stadje genaamd, is gelegen op circa 55 kilometer ten zuiden van de stad Rhodos en heeft ongeveer 3600 inwoners. De prachtige stranden en de oude Akropolis maken het tot een populaire toeristische vakantiebestemming. 

## Geschiedenis
Volgens de mythe werd Lindos gesticht door de Doriërs onder leiding van koning Tlepolemus van Rhodos, die rond de 10e eeuw v.Chr. arriveerde. Het was een van de zes Dorische steden in het gebied dat bekendstaat als de Dorische Hexapolis.
Hoogtepunten uit de 3000 jaar oude geschiedenis zijn:
- 550 v.Chr.: De tempel van Lindia Athena wordt gebouwd door Cleobulus.
- 3e eeuw v.Chr.: De tempel op de Akropolis wordt herbouwd naar de vorm waarin hij nu te bezichtigen is.
- 1e eeuw: De apostel Paulus lijdt schipbreuk bij Lindos.
- 14e eeuw: De kerk van Panaghia wordt gebouwd.
- 1779: Gregorio van Symi brengt fresco's aan in de kerk.

## Bekende inwoners
- Chares van Lindos, beeldhouwer, heeft de Kolossus van Rhodos gemaakt
- Cleobulus van Lindos

## Galerij

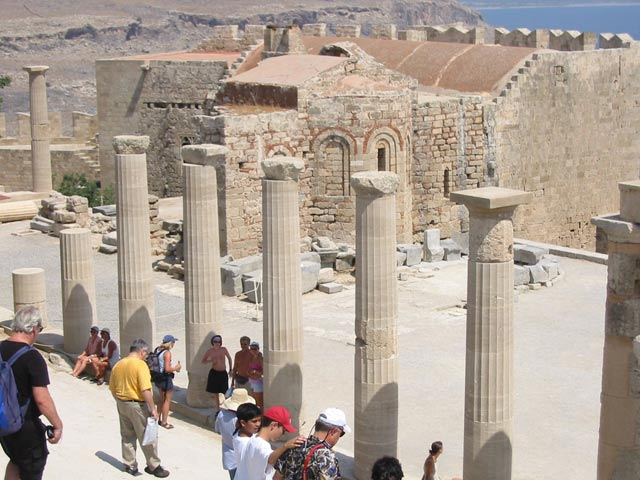
De Akropolis van Lindos
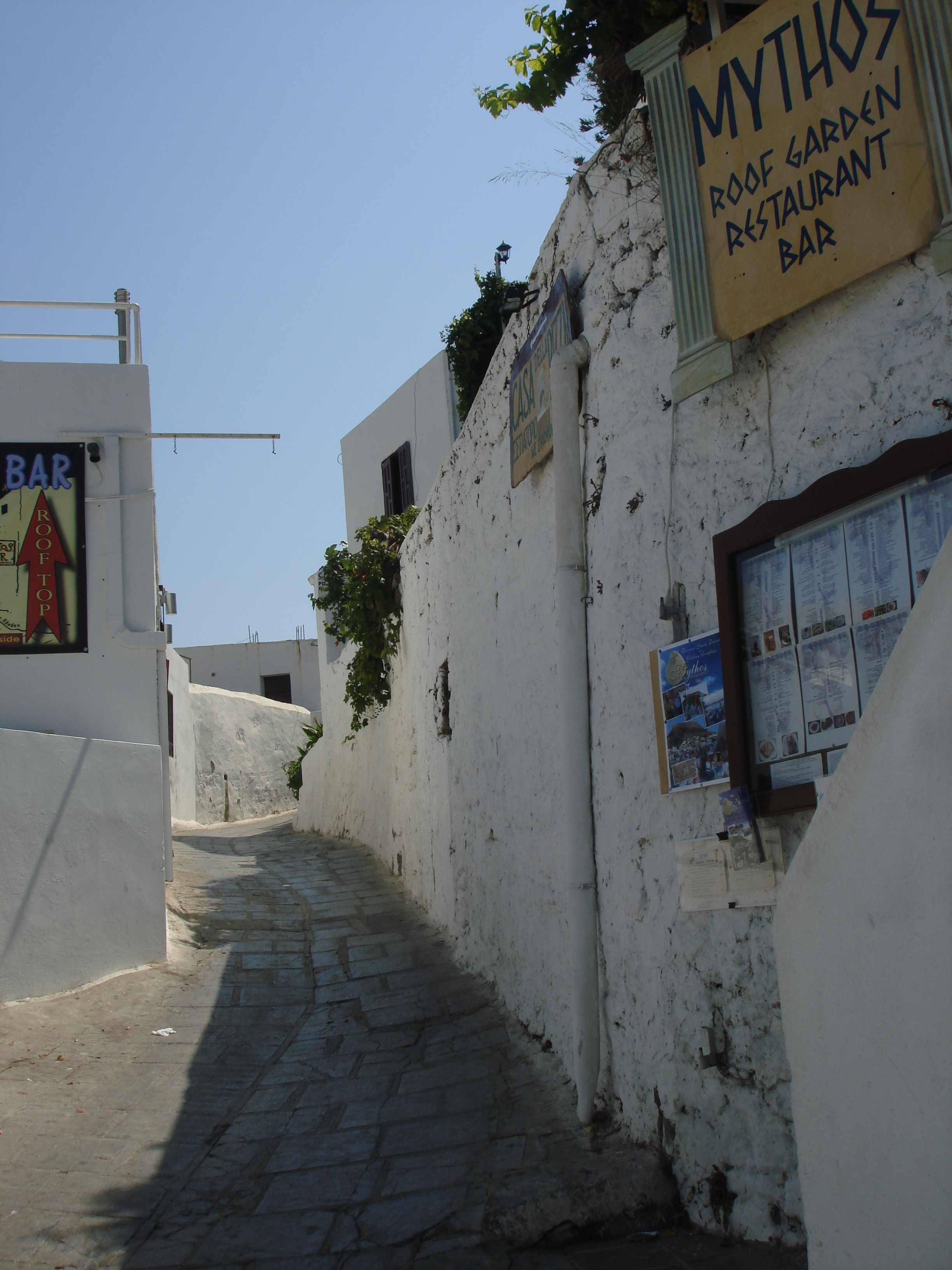
Straat in Lindos
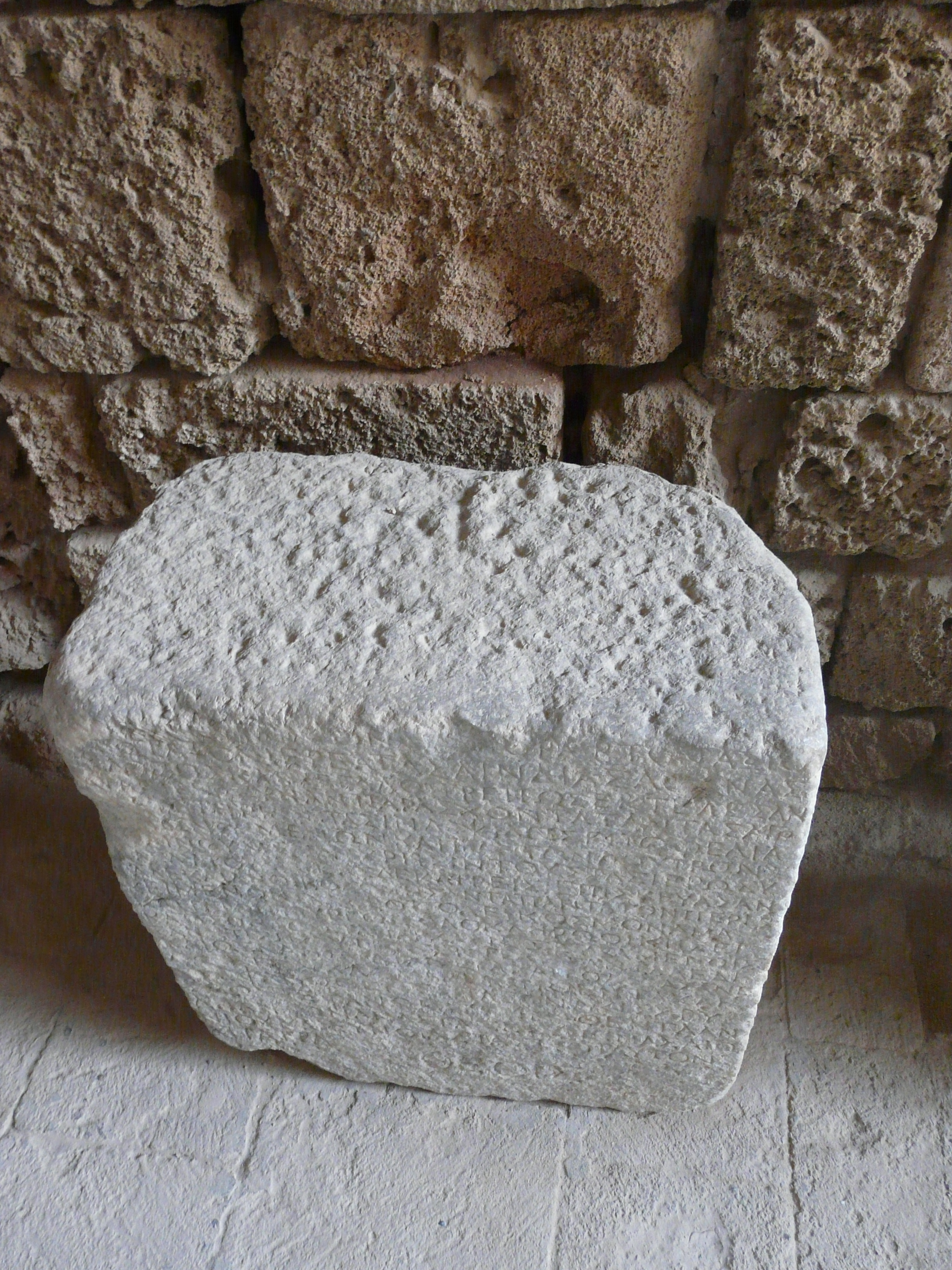
Oude inscriptie.
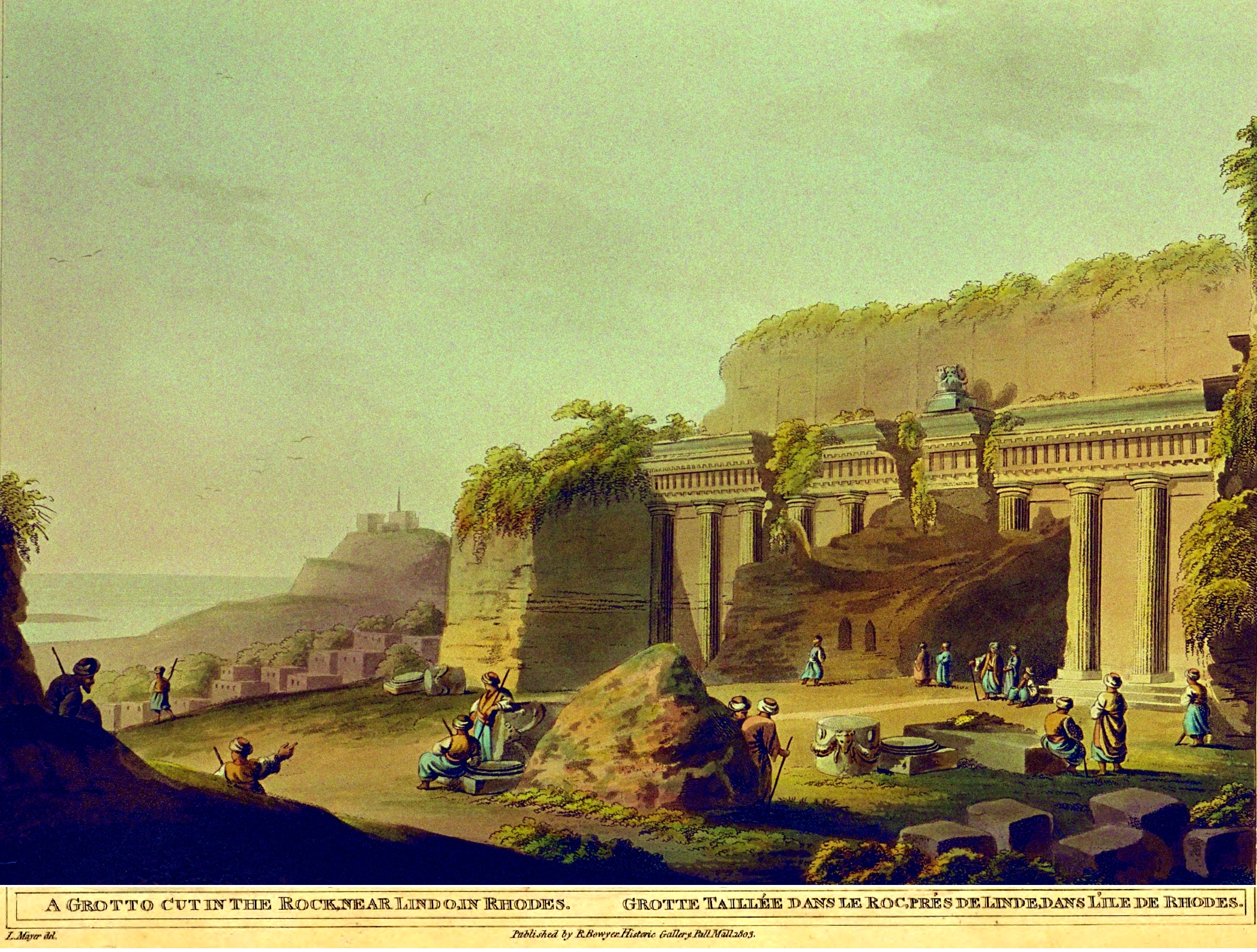
Zicht op Lindos, Luigi Mayer, 1803.